# Городской корпус
Городской корпус — историческое здание в городе Опочке, Псковская область. Расположено в историческом центре города на Советской площади (бывшей Соборной) рядом с мостом через реку Великую. Современный адрес — Советская площадь, 9. Объект культурного наследия России регионального значения. Является самым крупным зданием в городе.

## История

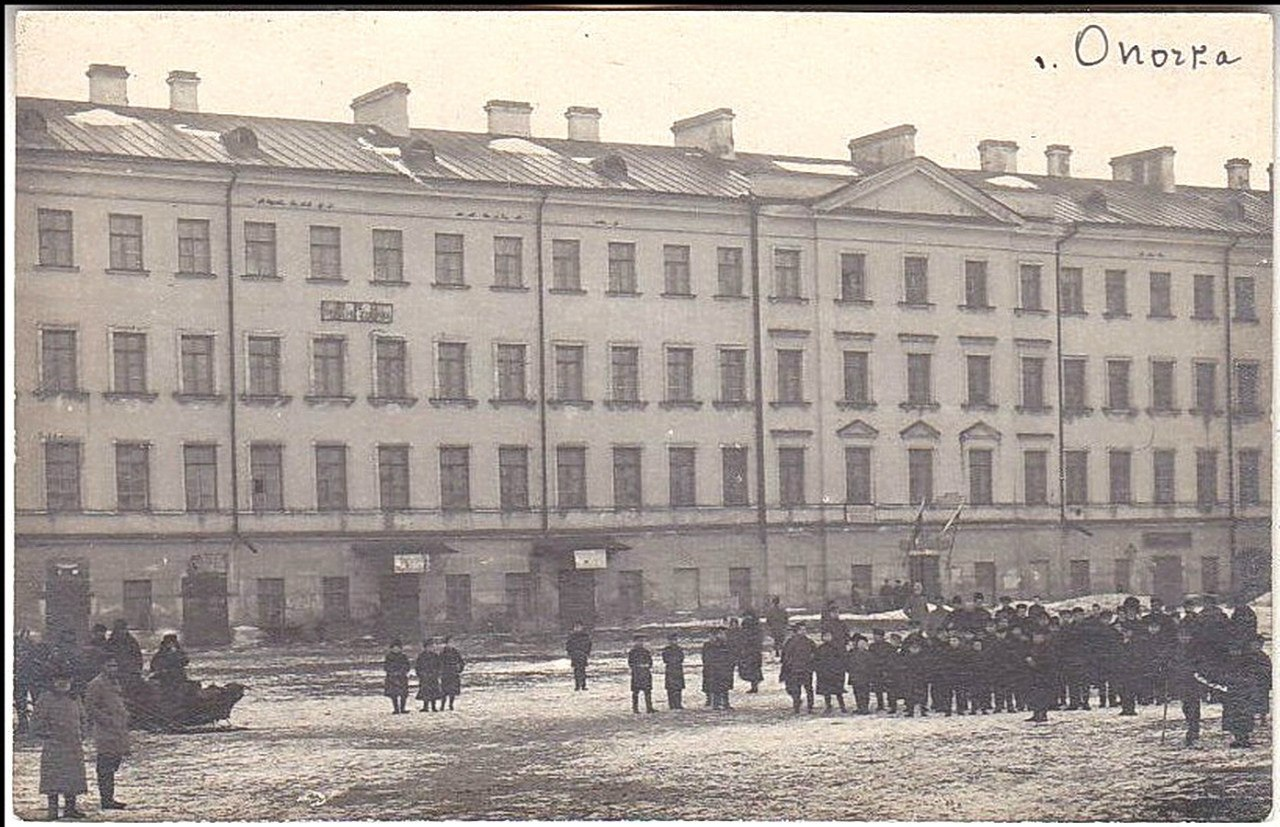
Городской корпус, 1917 год

В 1772 году, после присоединения к России Польши, Опочка, по указу Екатерины II, стала губернским городом Псковской губернии. В 1774 году в Комиссии Бецкого архитектором Иваном Старовым был составлен план застройки города и выделены деньги на строительство. По плану центральной площадью предлагалась административная площадь в конце Новоржевской улицы, где по обе её стороны были запроектированы два огромных длиной до 100 м казённых здания — Присутственных мест и городского корпуса.
Строительство началось в апреле 1775 года с приездом в Опочку назначенного Псковской строительной комиссией архитекторского помощника Боброва, которому в обязанность вменялось «прилежное смотрение, точность в работе и сходство с опробованными планами и фасадами». Известна фамилия подрядчика работ — Пашков. Здание городского корпуса, как и здание присутственных мест, строилось в 2 этажа. Однако в августе 1777 года Опочка вновь стала уездным городом и отпала необходимость в столь крупных казённых сооружениях. Оба корпуса, незаконченные строительством, почти не использовались до начала XIX века «стоят вовнутренности неотделанными и снутри и снаружи неоштукатуренными».
В 1870-х годах было надстроено два этажа. Работы выполнены псковским подрядчиком Гельдтом под наблюдением псковского губернского архитектора Афанасия Ранвита.
В конце 1870-х годов в здании несколько лет проживали семьи горцев, сосланные в Опочку после русско-турецкой войны 1877—1878 годов.
До 1882 года здание принадлежало казне, а в ноябре 1882 года было выкуплено городом за 30 тыс. руб. После этого начались ремонтные работы по приспособлению помещения для размещения городского четырёхклассного училища. В марте 1886 года работы были закончены и училище заняло восточную половину третьего и четвёртого этажей. Классы располагались на третьем этаже, а над ними на четвёртом этаже была квартира инспектора и учительская.
В 1920-х годах в здании разместился военкомат, выполнен капитальный ремонт.  
Осенью 1941 года здание сгорело. Во время оккупации Опочки немецко-фашистскими войсками в 1941—1942 годах на 1 этаже здания содержались арестованные евреи города и района, более 200 человек. От голода и тяжелых физических работ многие из них умерли. В марте 1942 года немцы отконвоировали оставшихся в живых евреев за город и расстреляли на опушке леса около деревни Пухлы.
В послевоенные годы в здании находились военные казармы. С 1972 года оно было передано Псковскому заводу АТС. По состоянию на 2004 год помещения 1—3 этажей распроданы под магазины, 4-й этаж занимал швейный цех кожгалантерейной фабрики.

## Архитектура
Здание четырёхэтажное, каменное, Т-образное в плане, вытянуто основным объемом по оси восток-запад вдоль площади, занимая практически всю её южную сторону. Крыша над всем зданием вальмовая, покрыта шифером. На крышу выходят каменные печные трубы и деревянные слуховые окна. Габариты в плане: основной корпус — 94,0 х 16,5 м; пристройка — 12,9 х 10,5 м.
Главный, северный, фасад корпуса, довольно большой протяженности, имеет чёткое симметричное построение. Вертикальное членение фасада предоставлено тремя, слабо выступающими ризалитами (центральный и 2 боковых), которые формируют трёхчастную композицию. Центр здания дополнительно подчёркнут усложнённой ступенчатой формой ризалита (по три окна в центре и по одному по бокам). За счёт этого здание не кажется монотонно длинным при своей протяженности. Окна верхних этажей одинаковой формы расположены на одинаковом друг от друга расстоянии и придают спокойный ритм рисунку фасада.
Горизонтальное членение представлено линией междуэтажного карниза, отделяющего первый этаж от трёх верхних и подоконной тягой окон второго этажа.
Художественное своеобразие зданию придаёт применение различных декоративных элементов и приёмов. Первый этаж выделен рустом, имитирующим кладку из крупных каменных блоков с замковыми камнями оконных и дверных проемов без наличников. Окна прямоугольной формы с классической шестичастной расстекловкой имеют на каждом этаже разное декоративное оформление.
Ризалиты подчёркнуты более богатым оконным декором. Над окнами второго и третьего этажей использованы прямые сандрики. Центральный ризалит выделен дополнительно треугольными сандриками над окнами второго этажа. Здание венчает карниз развитой формы со сложными обломами. Центральный ризалит первоначально венчался треугольным фронтоном, ныне утраченным.
Декоративное оформление торцовых фасадов аналогично главному. Они также имеют трёхчастное членение с центральным, слабо выступающим ризалитом. Углы фасадов закреплены пилястрами. Оконные проемы ныне заложены и превращены в ложные окна.
Дворовый фасад разделён на 2 части пристройкой, соответствующей в плане центральному ризалиту главного фасада. Пристройка прямоугольная в плане, по высоту и оформлению соответствует основному объему. Оформление дворового (южного) фасада принципиально соответствует основным фасадам, но упрощено в деталях.
В планировке здания чётко выражена центральная часть с главным входом, парадной лестницей и выступающей во двор пристройкой, и два крыла по обе стороны с отдельными входами и лестницами на концах. Вдоль всего здания по середине проходит капитальная стена, которая определяет коридорно-анфиладную планировку обоих крыльев.
Помещения первого этажа перекрыты коробовыми каменными сводами с распалубками над оконными проёмами. Фундамент ленточный из бутового камня, подвалов нет. Цоколь оштукатуренный низкий, архитектурно не выделен. Наружные и внутренние капитальные стены из кирпича, внутренние перегородки деревянные оштукатуренные. Перекрытия междуэтажные деревянные, между первым и вторым этажами — каменные своды. Внутренняя отделка — штукатурка, побелка. Покраска, потолочные штукатурные карнизы.
К началу 2000-х годов были утрачены треугольный фронтон над центральным ризалитом главного фасада, железная кровля, часть оконных проёмов заложена; часть оконных проемов первого этажа превращены в дверные проемы с устройством поздних крылец на главном фасаде. Планировка помещений частично изменена поздними приспособлениями. Убранство интерьеров, отопительные и сантехнические приборы утрачены. Реставрационные работы не проводились.
Один из интереснейших памятников истории и архитектуры Опочки, отражающий особенности гражданской архитектуры губернского периода Опочки в XVIII веке. Кроме своих художественных достоинств имеет важное градообразующее значение.